# 殺しのナンバー
『殺しのナンバー』（ころしのナンバー、原題: The Numbers Station）は、2013年にイギリスとアメリカ合衆国が共同制作したアクションスリラー映画。
日本では『スパイ・コード 殺しのナンバー』のタイトルでソフト発売された。

## ストーリー
CIAのベテラン捜査官エマーソンは、慣れているはずの暗殺の任務で気の迷いからミスを犯し、現在はイングランド東部の片田舎にあるブラックレグ・マイナー送信局に左遷されていた。そこは捜査官への極秘指令を暗号で送る乱数送信局（ナンバーズ・ステーション）であった。そこでの彼の任務は、暗号オペレーターのキャサリンの身を守るという至極簡単なものだった。キャサリンは、暗号電文を自在に作り出せるコンピューター並みの頭脳の持ち主だった。
ある日、送信局に到着した途端に、何者かに銃撃されるエマーソンとキャサリン。なんとか局内に逃げ込み、新たな番号で扉をロックして敵を締め出したが、交代で帰るはずだったオペレーターと護衛は既に殺されていた。
本部に緊急電話をかけるエマーソン。本部は、暗号が漏洩した場合の措置として、オペレーターのキャサリン殺害を指示して来た。実行できず葛藤するエマーソン。
実は、キャサリン殺害の司令は偽物だった。緊急電話も敵に乗っ取られていたのだ。敵は、キャサリンが送信内容を変更できる唯一の人物と承知で、エマーソンに殺させようとしたのだった。
CIAの最重要幹部15名の暗殺という偽の暗号が、既に発信された事を知るエマーソンたち。扉を破って敵が屋内に侵入して来た。敵に立ち向かうエマーソン。キャサリンは偽の暗号を解除するために、一人で通信室に立て籠もった。
敵に撃たれて重傷を負いながら、エマーソンの手を借りて、最後の暗号を解除するキャサリン。送信局が乗っ取られた事を、直属の上司に連絡するエマーソン。すると上司も、オペレーターを殺したかと確認して来た。キャサリンの殺害はマニュアルに則った指示だったのだ。しかし、エマーソンは命令に逆らった。送信局を爆破し痕跡を消した上で、エマーソンはキャサリンと共に脱出したのだった。

## キャスト
※（）は日本語吹き替え
- エマーソン・ケント - ジョン・キューザック（家中宏）
- キャサリン - マリン・アッカーマン（渡辺明乃）
- グレイ - リアム・カニンガム（砂山哲英）
- マックス - リチャード・ブレイク（山本祥太）
- デビッド - ブライアン・ディック（矢野正明）
- メレディス - ルーシー・グリフィス（英語版）
- デルニ - ジョーイ・アンサー
- レイチェル・デイビス - ハンナ・マリー